# Wolderufael Alemayehu
République fédérale démocratique d'Éthiopie
Wolderufael Alemayehu (Ge'ez: ወልደሩፋኤል አለማየሁ) est un des 112 membres du Conseil de la Fédération éthiopien. Il est un des 6 conseillers de l'État du Tigré et représente le peuple Tigré.